# Günter-Matthias Schönnenbeck
Günter-Matthias Schönnenbeck (* 12. Dezember 1917; † 2001) war ein Brigadegeneral des Heeres der Bundeswehr.

## Leben
1947 wurde Schönnenbeck Mitglied der Burschenschaft Franconia Münster.
Schönnenbeck, Major a. D. der Wehrmacht, gehörte Anfang der 1950er Jahre einer deutschen Delegation für eine Europäische Verteidigungsgemeinschaft (EVG) in Paris an. Er wurde mit anderen ehemaligen Wehrmachtsoffizieren im Bonner Amt Blank der Sektion Innere Führung unter der Leitung des „Vaters“ der Konzeption Wolf von Baudissin zugeteilt. 
Schönnenbeck trat später selbst als Offizier in das Heer der Bundeswehr ein und war zunächst im Dienstgrad eines Majors im Bundesministerium der Verteidigung (BMVg) in Bonn tätig. In seiner militärischen Laufbahn war er u. a. Kommandeur eines Artilleriebataillons in Braunschweig. Von 1957 bis 1958 war er Unterabteilungsleiter im BMVg. Nach weiteren Stationen war er von 1966 bis 1969 als Oberst Kommandeur der Raketenschule des Heeres in Eschweiler. 1968 war er militärischer Beisitzer beim 2. Wehrdienstsenat des Bundesverwaltungsgerichts. 1969 erfolgte die Beförderung zum Brigadegeneral. Von 1969 bis 1972 war er Kommandeur der Schule der Bundeswehr für Innere Führung (InFüSBw) in Koblenz. Er trat 1972 in den Ruhestand.